# Cayenne-i paprika

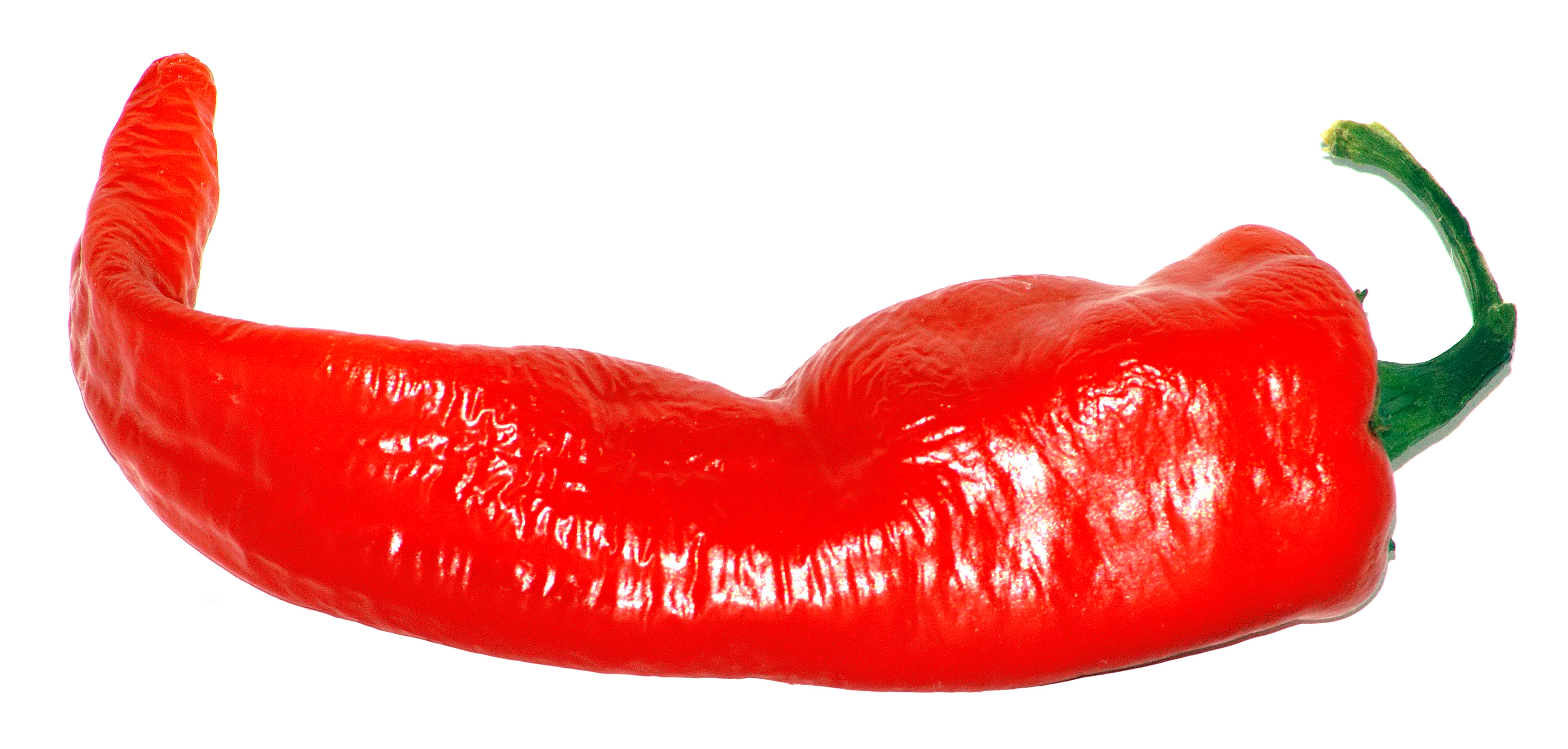
A cayenne-i paprika érett termése

A cayenne-i paprika a közönséges paprika (Capsicum annuum) egyik fajtája.

## Származása, elterjedése
Dél-Amerikában, feltehetően a jelenlegi Francia Guyana tájékán vonták termesztésbe az indiánok. Portugál utazók ismertették meg a világgal, vitték Európába, Afrikába és Ázsiába. Általánosan termesztik Afrikában, Indiában, Japánban és Mexikóban. A teljes mennyiség mintegy 80%-át az USA-ban, főleg Új-Mexikóban és Louisianában takarítják be.

## Megjelenése
Törpe fának tűnő, elágazó szárú növény. Magassága elérheti a 90 cm-t, szélessége a 60 cm-t. Ovális levelei középzöldek, fogazottak, 8,5 cm hosszúak és 5 cm szélesek. Virága fehér, pettyek nélkül. Karcsú, függő  termései akár a 25 cm-esre is megnőhetnek; átmérőjük 2,5 cm körüli. Gyakran redőzött vagy szabálytalan alakú. Az idősebb növények akár 40 paprikát is könnyedén hozhatnak.

## Felhasználása
A cayenne-i a nagyon csípős paprikák közé tartozik 30–50 000 egységgel (Scoville-skála). Több gyógyászati alkalmazása is ismert; a konyhában szárítva és por formában használják. A boltokban kapható paprika por "cayenne" felirata nem kimondottan ezt a paprikát jelzi, csak a csípős pirospaprika őrlemények egyfajta elterjedt elnevezése. A Cayenne-bors fűszerkeverékbe sem mindig cayenne-i paprikát tesznek; gyakran más, esetenként kevésbé csípős fajokkal pótolják vagy egészítik ki.

## Fontosabb fajtái
- Charleston Hot (nagyon csípős, nagy termésű)
- Hot Portugal (nagy, 20 cm hosszú, közepesen csípős)
- Large Red Thick (15 cm hosszú, nagyon csípős, redőzött)
- Long Red Slim (15 cm hosszú, csípős)
- Ring of Fire (10 cm hosszú, csípős)
- Super Cayenne (hibrid, 9 cm hosszú, csípős)